# رابرت لاموت
رابرت لاموت (انگلیسی: Robert Lamoot; ۱۸ مارس ۱۹۱۱ – ۱۹۹۶ (۸۵ سال)) بازیکن فوتبال اهل بلژیک بود.
از باشگاه‌هایی که در آن بازی کرده‌است می‌توان به باشگاه فوتبال اوستنده اشاره کرد.
وی همچنین در تیم ملی فوتبال بلژیک بازی کرده‌است.